# The Four Seasons
The Four Seasons je americká pop rocková skupina založená v roce 1960. Stejně jako The Beach Boys byli prakticky jen americká skupina, jejíž úspěšná kariéra nebyla poznamenána americkým nástupem The Beatles a britské hudební scény v roce 1964. Tento rok byl naopak největším rozkvětem kapely. Tato skutečnost vycházela ze schopnosti kapely a jejího leadera Frankieho Valliho s jeho typickou fistulí a tříoktávovým rozsahem. Skupina byla známá též jako Frankie Valli & The 4 Seasons a Frankie Valli and The Four Seasons.

## Historie
V roce 1953 vydal Frankie Valli první singl „My Mother's Eyes“ (jako Frankie Valley). Následující rok se dal dohromady s Tommym DeVitem a začali si říkat Variatones (dalšími členy byli Hank Majekowski, Billy Thompson, Frank Cattone). Mezi lety 1954 a 1956 vystupovali a nahrávali pod různými jmény, až zůstali u jména Four Lovers. V tomtéž roce vydali svou první nahrávku pod názvem „You're the Apple of My Eye“, která se umístila v Billboard Hot 100. V průběhu následujícího roku vydali několik dalších singlů, ty se však s větším úspěchem nesetkaly. Mezi lety 1959 a 1960 kapela příležitostně vystupovala po klubech a nahrávala u různých gramofonových společností.
Do roku 1960, kdy se kapela přetransformovala na Four Seasons, došlo k několika personálním změnám. Skupinu poté tvořili: Frankie Valli, Bob Gaudio (klávesy a zpěv), Tommy DeVito (kytara a zpěv), Nick Massi (baskytara a zpěv). Kapela se dala dohromady s producentem Bobem Crewem, který napomohl kapele podepsat smlouvu s Vee-Jee Records, a spolu s Bobem Gaudiem (dva hlavní skladatelé kapely) přišlí s prvním úspěšným hitem „Sherry“, po kterém následoval další hit „Big Girls Don't Cry“ (autorem byl také Bob Gaudio).
Během jejich největší slávy, která se datuje asi mezi roky 1962–68, vydali Four Seasons na dva tucty singlů, které se umístily v žebříčku Top Forty singles, včetně singlů jako „Sherry“, „Big Girls Don't Cry“, „Walk Like a Man“ a „Rag Doll“. Prodali přes 100 miliónů desek po celém světě, což z nich dělá nejúspěšnější bělošskou skupinu doo-wop v historii rokenrolu.
Kapela byla uvedena v roce 1990 do Síně slávy rock and rollu a později v roce 1999 do síně slávy vokálních seskupení.

## Diskografie
- 1962 – Sherry & 11 Others
- 1962 – Four Seasons' Greetings
- 1963 – Big Girls Don't Cry and Twelve Others
- 1963 – Ain't That a Shame and 11 Others
- 1963 – Folk Nanny
- 1964 – Born to Wander
- 1964 – Dawn (Go Away) and 11 Other Great Songs
- 1964 – Rag Doll
- 1964 – The Beatles Vs. The Four Seasons
- 1964 – Girls, Girls, Girls – We Love Girls
- 1965 – The 4 Seasons Entertain You
- 1966 – Live on Stage
- 1966 – Working My Way Back to You
- 1966 – Lookin' Back
- 1966 – Christmas Album
- 1968 – Edizione D'oro
- 1968 – The Genuine Imitation Life Gazette
- 1969 – Peanuts
- 1970 – Half and Half
- 1972 – Chameleon
- 1975 – Who Loves You
- 1975 – Fallen Angel
- 1976 – Helicon
- 1981 – Reunited: Live with Frankie Valli
- 1982 – In Resonance
- 1985 – Streetfighter
- 1990 – Live, Vol. 1
- 1990 – Live, Vol. 2
- 1992 – Hope & Glory
- 1993 – The Four Seasons Dance Album
- 1993 – Dance Album
- 1994 – Sherry/Big Girls Don't Cry
- 1995 – Greetings/Born to Wander
- 1995 – Sherry and 11 Others
- 1995 – Oh What a Night
- 1996 – Four Seasons with Frankie Valli